# Wappen der finnischen Region Südsavo
Diese Seite zeigt Wappen der finnischen Städte und Gemeinden in der Region von Südsavo.

## Städte und Gemeinden

Südsavo
Enonkoski
Heinävesi
Hirvensalmi
Joroinen
Juva
Kangasniemi
Mikkeli
Mäntyharju
Pertunmaa
Pieksämäki
Puumala
Rantasalmi
Savonlinna
Sulkava

- Südsavo[1]
- Enonkoski[2]
- Heinävesi[3]
- Hirvensalmi[4]
- Joroinen[5]
- Juva[6]
- Kangasniemi[7]
- Mikkeli[8]
- Mäntyharju[9]
- Pertunmaa[10]
- Pieksämäki[11]
- Puumala[12]
- Rantasalmi[13]
- Savonlinna[14]
- Sulkava[15]

## Wappen aufgelöster und alte Gemeinden

Anttola
Haukivuori
Jäppilä
Kerimäki
Kangaslampi
Mikkelin maalaiskunta
Pieksämäki[22] (bis 2007)
Pieksänmaa[23] (bis 2007)
Punkaharju
Ristiina
Savonranta
Sääminki
Virtasalmi

## Wappenbeschreibung
1. ↑  Im schwarzen Schild ein goldener gespannter Bogen mit silberner Sehne. Der Bogen zeigt nach links oben und sein goldene Pfeil hat eine silberne Spitze und Befiederung.
2. ↑  In Schwarz zwei silberne Paddeln hegreuzt und mit je einem goldenen Kleeblatt hewinkelt
3. ↑  In Grün ein linker Wellenbalken mit drei grünen goldgebundenen Stapeln, im rechten Eck ein goldenes Steuerrad
4. ↑  In Gold ein rotbehufter schwarzer Elch
5. ↑  In Gold ein hersehender schwarzer Stierkopf  mit roter Zunge, Augen  und Hörnern begleitet von drei schwarzen Kugeln.
6. ↑  In Schwarz ein goldenes Kreuz, begleitet von einem Kleeblatt im rechten Obereck
7. ↑  In Schwarz eine goldene Handspindel mit silbernem Faden
8. ↑  In Schwarz und Gold geteilt, Oben zwei gekreuzte finnische Marschallstäbe  und unten ein goldener gespannter Bogen mit silberner Sehne. Der Bogen zeigt nach oben und sein goldener Pfeil hat eine silberne Spitze und Befiederung. Auf den Schild ruht eine goldene Krone. Um den Schild der finnische  Orden als Kreuz der Freiheit mit Band Mannerheim-Kreuz
9. ↑  In Schwarz stehen zwei goldene Kiefern auf dem goldenen aufgebogenen Schildfuß
10. ↑  In Rot eine breite goldene Flamme mit einer schwarzen Ähre mit Goldkörner aufliegend
11. ↑  In Schwarz drei goldene mit silberner Befiederung pfahlgerecht liegende Pfeilenden
12. ↑  In Schwarz drei silberne Spitzen mit je einer schwarzen gezündete Granate
13. ↑  In Gold ein schrägrechter schwarzer Wellenbalken
14. ↑  In Blau ist mit einem schmalen silbernen Wellenbalken der schwarze Schildfuß abgeteilt. Oben vor den drei goldenen schlanken Türmen drei kleinere breitere goldene gezinnte; unten ein goldener gespannter Bogen mit silberner Sehne. Der Bogen zeigt nach oben und sein goldener Pfeil hat eine silberne Spitze und Befiederung. Auf den Schild ruht eine flache Perlenkrone
15. ↑  In Schwarz eine silberne Brücke mit einem Bogen über der drei und unter ihr ein Tannenzapfen in Gold sind
16. ↑  In Gold ein schwarzes Andreaskreuz mit Skistöcke belegt, die in Speerspitzen am Handgriff auslaufen und nach unten zeigen.
17. ↑  In Schwarz  goldener Fisch über einen goldenen Dreiberg
18. ↑  In Schwarz  ein aufrechter goldener Kesselhaken
19. ↑  In Schwarz mit einer goldenen Glocke und Gold mit schwarzen schrägen Gitter geteilt
20. ↑  In Schwarz  ein aufrechtes goldenes Seeblatt
21. ↑  In Schwarz und Gold durch Wellenschnitt geteilt ist oben ein goldener gespannter Bogen mit silberner Sehne. Der Bogen zeigt nach oben und sein goldener Pfeil hat eine silberne Spitze und Befiederung und unten eine schwarze Waage
22. ↑  In Schwarz liegt über einem goldenen Kleeblattkreuz ein gleichgefärbtes bis an die Schildränder reichendes Andreaskreuz
23. ↑  In Schwarz drei goldene mit silberner Befiederung pfahlgerecht liegende Pfeilenden
24. ↑  In Blau ein goldener Balken mit Tannenschnitt oben und Wellenschnitt unten. Am oberen Schildrand eine goldene Krone
25. ↑  In Schwarz und Gold   geteilt ist über alles eine  geladene Armbrust  mit silbernen Sehne, silbergespitzer goldener Pfeil nach oben zielend und unten ein schwarzer offener Flug
26. ↑  In Schwarz mit goldener linker Wellenflanke ist vorn ein mit goldenem Pfeil gespannter goldener Bogen nach rechts zielend
27. ↑  In Gold und Schwarz mit Zinnenschnitt geteilt. Oben ein zugewendeter schwarzer Widderkopf und unten ein goldener Wellenbalken mit  einem roten Boot  mit neun Dollen
28. ↑  In Gold eine schwarze Brücke mit zwei Bögen und mit vier Zinnen oben